# Ja’akov-Micha’el Chasani

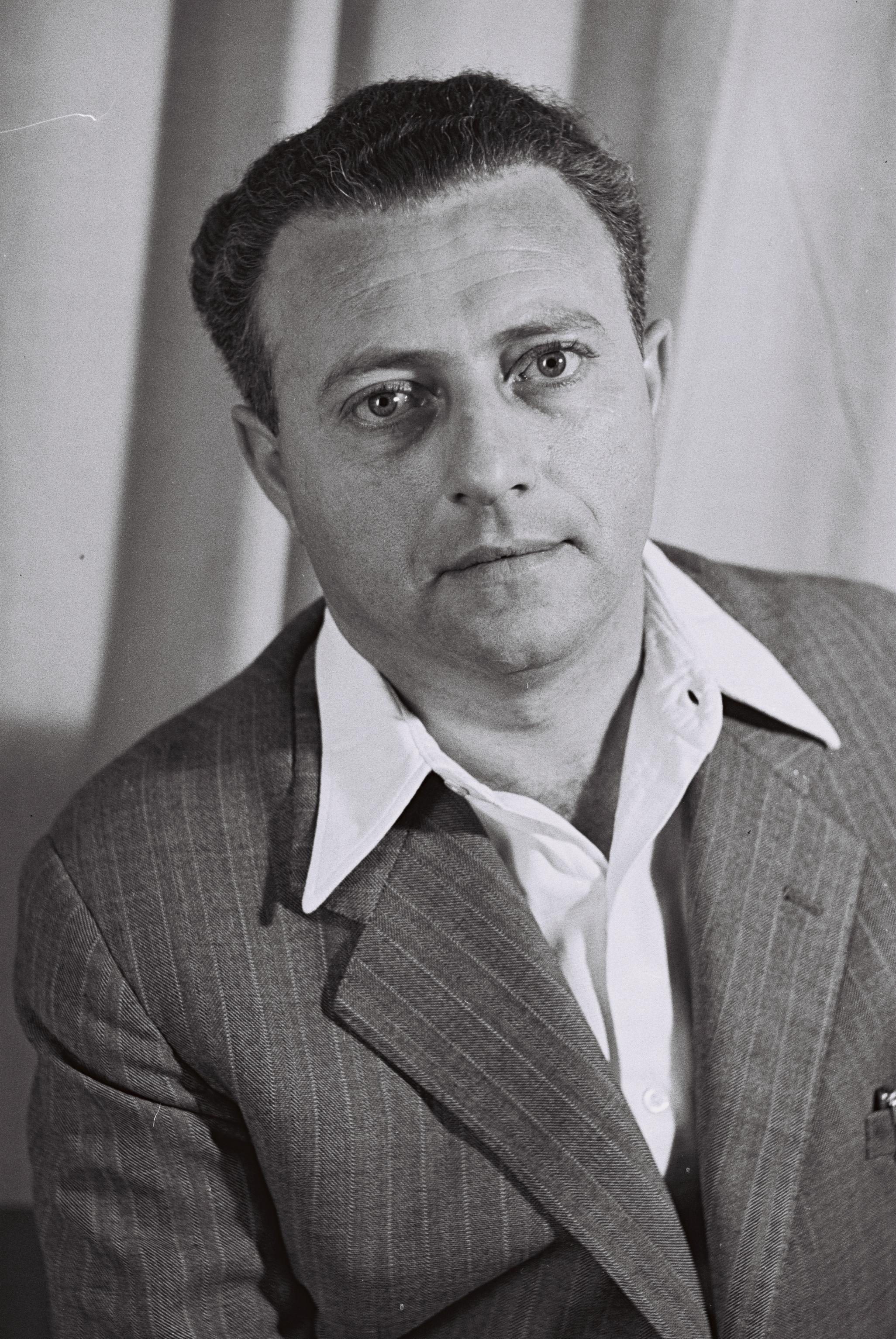
Ja’akov-Micha’el Chasani um 1951

Rabbi Ja’akov-Micha’el Chasani (hebräisch יַעֲקֹב-מִיכָאֵל חַזָּנִי, als Ja’akov Kantrovitsch hebräisch יַעֲקֹב-מִיכָאֵל קַנְטרוֹביץ`; * 27. Juni 1913 in Będzin, Weichselland im Russischen Kaiserreich; † 2. Juli 1975 in Israel) war ein israelischer Politiker. Er war von 1970 bis 1974 und nach einer kurzen Unterbrechung erneut von 1974 bis 1975 als Minister für Wohlfahrt und Soziale Dienste in Israel tätig.

## Leben
Chasani erhielt an der „Torat Chaim“-Jeschiwa in Warschau seine rabbinische Ordination und wanderte 1932 nach Palästina ein, wo er in der Hagana tätig wurde.
1951 wurde er Knessetabgeordneter der HaPo’el haMisrachi. Er wurde 1955, 1959 (wo er zur Nationalreligiösen Partei gewechselt war), 1961, 1965 und 1969 wiedergewählt. Am 22. Dezember 1969 wurde er stellvertretender Minister für Bildung und übte dieses Amt bis zum 1. September 1970 aus. Anschließend wurde er zum Minister für Wohlfahrt und Soziale Dienste ernannt und übte dieses Amt bis zum 4. April 1974 aus. Er wurde am 30. Oktober 1974 erneut in dieses Amt ernannt und übte es bis zu seinem Tod aus.

## Publikationen
Er ist Autor zahlreicher Publikationen und veröffentlichte viele Artikel zu verschiedenen Themen in der täglichen Presse.
- From the Knesset Rostrum. Ed. Ariah Hann (Heb) (1965)
- Parliamentary Treatment of the State Budget and Supervising its Implementation. (Heb) (1966)

## Belege
- שאול מייזליש/Shaʼul Maizlish: אבי ההתיישבות הדתית - סיפור חייו של השר מיכאל חזני (hebr.: Avi ha-hityashvut ha-datit: sipur ḥayav shel ha-śar Mikhaʼel Ḥazani (“The Father of Religious Settlements: the Life Story of Minister Michael Chasani”)). הוצאת דון / hotsaʼat Don, Tel-Aviv 1978, Angaben zu den verschiedenen Ausgaben bei WorldCat
- Ja’akov-Micha’el Chasani auf der Webseite der Knesset (englisch)

| Personendaten    | Personendaten                                                                        |
| ---------------- | ------------------------------------------------------------------------------------ |
| NAME             | Chasani, Ja’akov-Micha’el                                                            |
| ALTERNATIVNAMEN  | Kantrovitsch, Ja’akov; יַעֲקֹב-מִיכָאֵל חַזָּנִי (hebräisch); יַעֲקֹב-מִיכָאֵל קַנְטרוֹביץ` (hebräisch) |
| KURZBESCHREIBUNG | israelischer Politiker                                                               |
| GEBURTSDATUM     | 27. Juni 1913                                                                        |
| GEBURTSORT       | Będzin, Weichselland, Russischen Kaiserreich                                         |
| STERBEDATUM      | 2. Juli 1975                                                                         |
| STERBEORT        | Israel                                                                               |